# Cazorla (Venezuela)
Pour les articles homonymes, voir Cazorla.
Cazorla est la capitale de la paroisse civile de Cazorla de la municipalité de San Gerónimo de Guayabal de l'État de Guárico au Venezuela. 